# Melanococcus phylodii
Melanococcus phylodii är en insektsart som beskrevs av Williams 1985. Melanococcus phylodii ingår i släktet Melanococcus och familjen ullsköldlöss. Inga underarter finns listade i Catalogue of Life.